# Puzle
Un puzle o trencaclosques és un joc d'habilitat mental que consisteix a encaixar un gran nombre de peces petites retallades, sovint de formes irregulars però que no s'encavalquen mai ni deixen espais buits entre elles. Cada peça sòl contenir un petit fragment d'una fotografia, que es veu completa quan s'acaba tota la tasca. També hi ha algunes variants més avançades, com ara els puzles esfèrics i els que produeixen una il·lusió òptica.

## Història

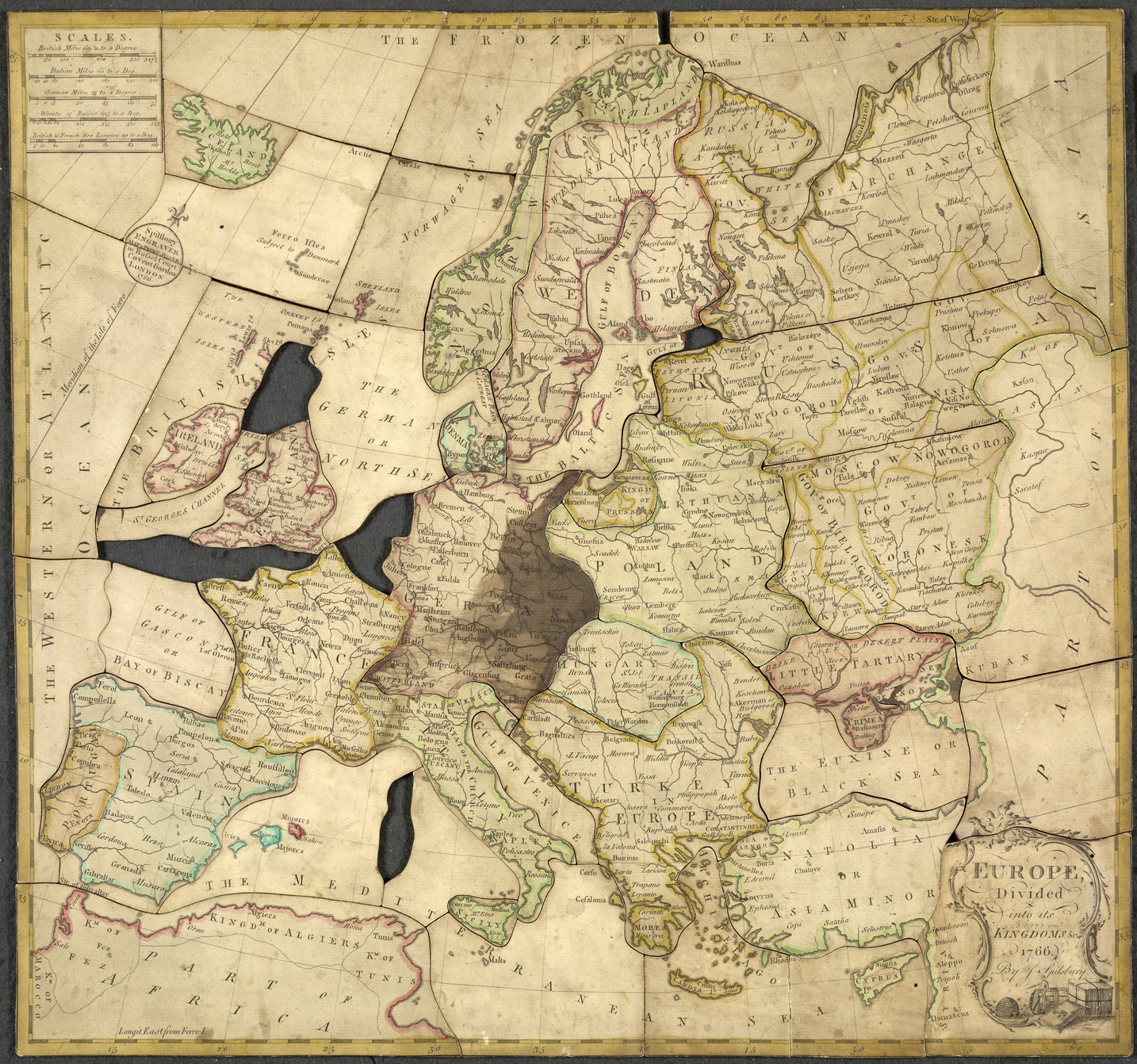
Puzle de John Spilsbury de 1766

Està documentat que el cartògraf i gravador londinenc John Spilsbury comercialitzava puzles cap al 1760, donant-se-li el crèdit de l'inventor d'aquest tipus de trencaclosques. Els primers puzles que es van fer, inspirats en la tècnica de la tessel·lació, eren mapes muntats sobre làmines de fusta prima, tallant-los al llarg de les fronteres nacionals amb una petita serra, inicialment manual i després mecànica, i d'aquí el seu nom en anglès (jigsaw puzzle), creant un trencaclosques útil per ensenyar geografia. A finals de la dècada de 1860, Parker Brothers i McLoughlin Brothers va començar a fabricar-los en sèrie.

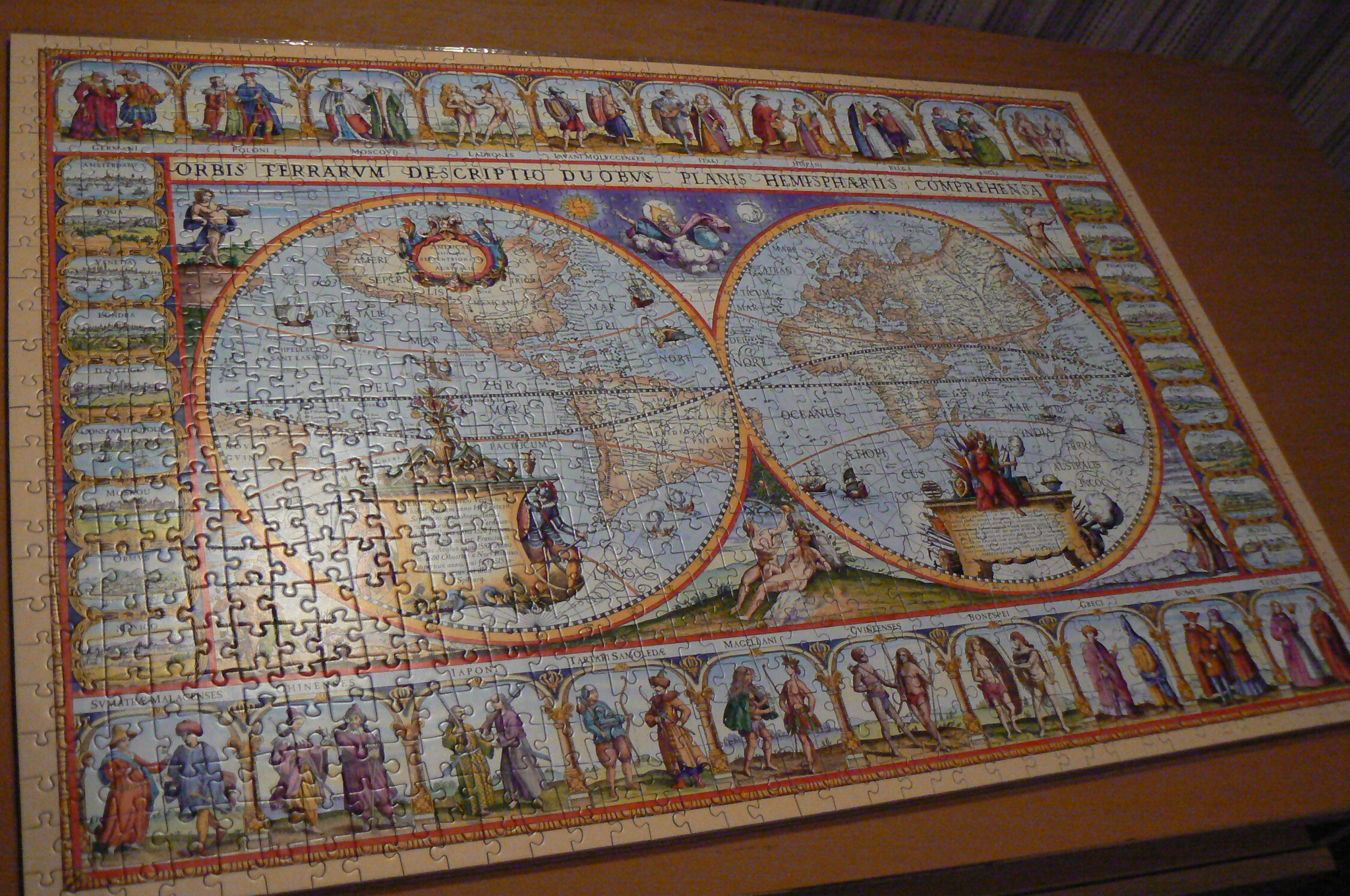
Un puzle que representa un mapamundi de 1639.

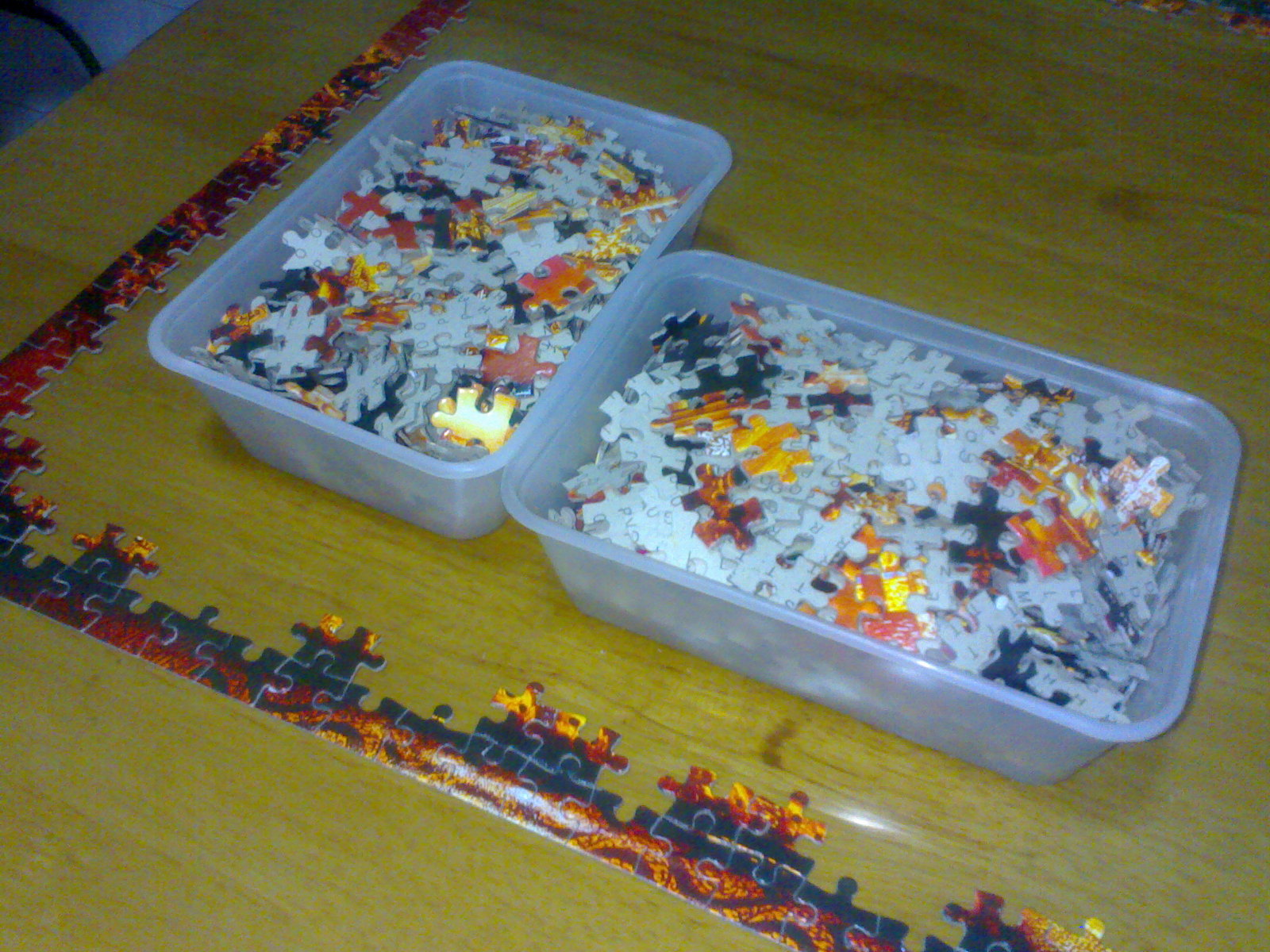
És útil, i més fàcil, començar a fer el puzle pel marc exterior.

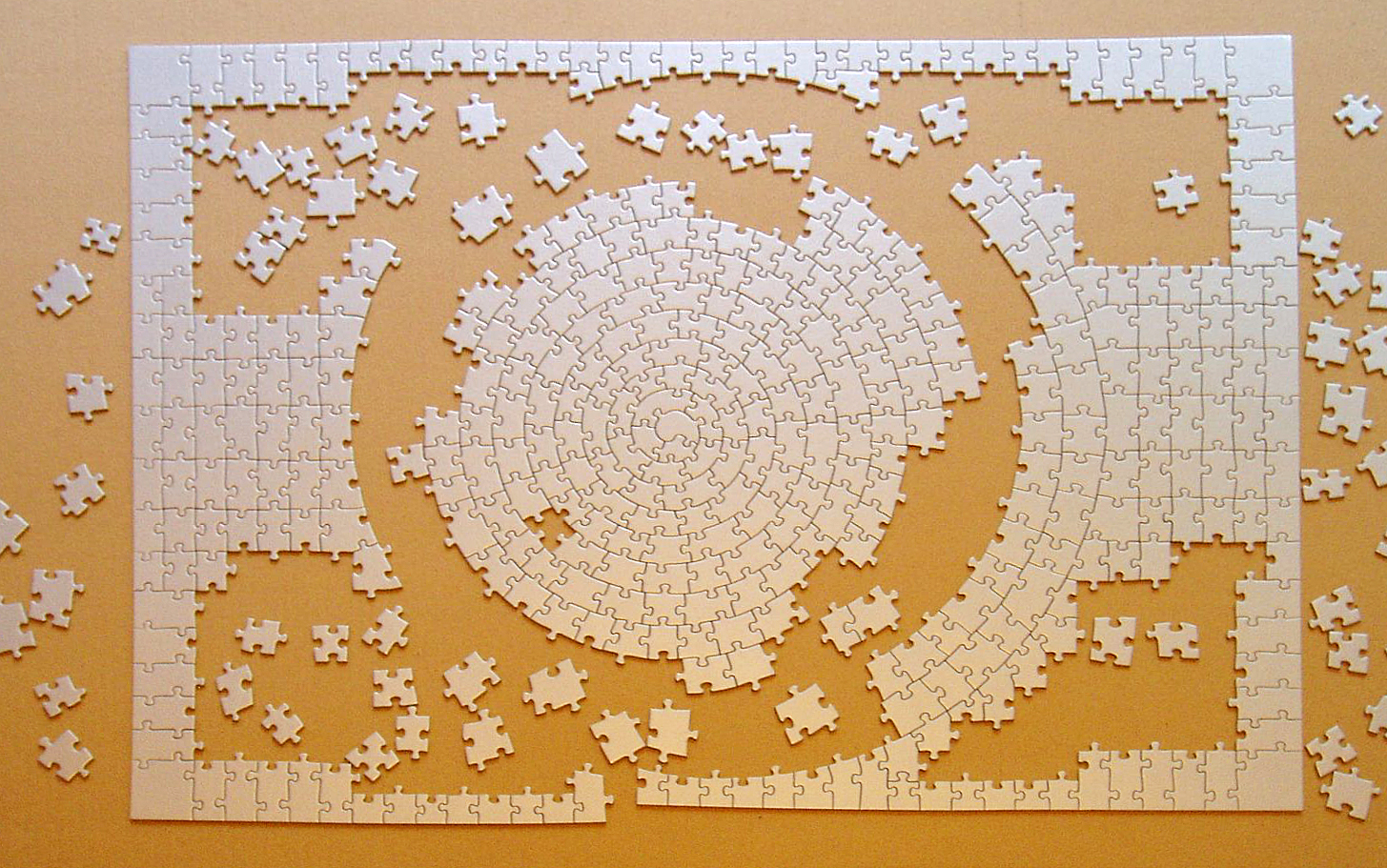
Un puzle sense imatge.

A principis del segle xx, tot i que eren molt cars en ser tallats a mà, el passatemps amb puzles tenia tant d'èxit als Estats Units que Parker Brothers va deixar de fer jocs i va dedicar tota la seva producció als trencaclosques en 1909. L'arribada de la fusta contraxapada a principis de segle va revolucionar la producció de trencaclosques permetent peces més complexes, i van continuar sent una diversió habitual per a adults, i va disparar-se durant la Gran Depressió. i des de 1932 es fabriquen puzles de cartró per al consum massiu. El seu consum va declinar després de la segona guerra mundial.
Modernament, s'han desenvolupat premses que els tallen amb una gran precisió, si bé la darrera novetat de la tecnologia en la fabricació de puzles és el tall amb làser. Recentment, per tal d'abastir el gran nombre d'afeccionats als puzles, ha aparegut al mercat tota una gamma d'accessoris per a puzles, com ara taulers, estoigs, marcs i feltres per enrotllar, així com un servei de subministrament de peces perdudes, prestat gratuïtament per alguns fabricants.

## Presentacions i variants
Els puzles poden variar en nombre de peces des dels infantils, amb unes poques peces, al reng entre 300 peces a 1.000 o 1.500, els més usuals, si bé és fàcil trobar-ne de diversos milers de peces (fins a 8.000 o més). També se'n fan per a ús "familiar", amb tres rangs de peces de diverses mides, disposades de dalt a baix o bé amb les més petites al centre i les més grans a les vores, que permeten treballar-hi plegats tots els membres d'una família, amb les seves edats i habilitats peculiars. Un puzle d'un miler de peces sòl estar repartit en una quadrícula de 38x27 peces, amb un total de 1.026.
Les imatges que se solen reproduir més en els puzles solen ser de natura, edificis, clàssics de la pintura i molts altres. Els castells i les muntanyes són els casos més típics, però també es veuen molts mapamundis antics. De fet, qualsevol imatge és susceptible de servir per fer un puzle, i fins i tot és possible encarregar-ne un amb una fotografia personal. I també hi ha puzles sense imatge, és a dir, completament en blanc, on l'única forma d'orientar-se són les diverses formes i mides de les peces.
També hi ha puzles tridimensionals, alguns amb un ordre de muntatge obligatori, és a dir que per posar una peça caldrà haver-ne posat abans unes altres. O bé esfèrics, que solen representar el globus terraqüi (la representació real o bé una versió antiga) o també la Lluna. I puzles virtuals, aplicacions informàtiques, que són molt més fàcils de resoldre que els reals, pel fet que les peces solen disposar-se sempre en la seva orientació correcta; i, a més, mai no es pot perdre cap peça. Existeixen versions digitals per ordinador, telèfon intel·ligent o tauleta, tant en línia com emprant aplicacions de trencaclosques.
Un cop acabat de muntar, el puzle (sempre que sigui pla) es pot fixar sobre un tàblex amb una cola especial, i emmarcar-lo amb un vidre o un plàstic transparent per protegir-lo.

## Rècords
El puzle més gran mai fet feia 5.428.8 m2 amb 21.600 peces que mesuraven fins a 50x50cm cada una, i fou muntat el 3 de novembre de 2002 per 777 persones a l'Aeroport Internacional de Kai Tak de Hong Kong, mentre el que ha tingut el major nombre de peces en tenia 551.232 i mesurava 14,85 × 23,20 m, muntat el 25 de setembre de 2011 al Phú Thọ Indoor Stadium de Ciutat Ho Chi Minh, Vietnam, per estudiants de la Universitat d'Economia de la ciutat. El trencaclosques comercial més gran del món és 27 Wonders from Around The World, format per 51.300 peces, fabricat per Kodak, consistent en 27 trencaclosques separats d'imatges de "meravelles del món", com ara la Gran Muralla de la Xina, el Coliseu, l'horitzó de la ciutat de Nova York i el Taj Mahal, que es combinen, i el més gran en una sola imatge és Around the world (2017) de Educa Borràs, amb 42.000 peces i 7,49 metres de llarg per 1,57 metres d'alt.

## Alzheimer
La confecció de puzles està recomanada com una activitat més per mantenir actiu el cervell i d'aquesta manera prevenir l'aparició de la malaltia d'Alzheimer.